# Alessandra Martines
Alessandra Martines (Roma, 19 settembre 1963) è un'attrice e ballerina italiana naturalizzata francese.
Nel corso della sua carriera internazionale di attrice, dopo essere stata una ballerina classica di successo e aver lavorato con alcuni tra i massimi nomi della storia della danza, ha avuto molti ruoli, sia sul piccolo che sul grande schermo, oltre che in teatro.

## Biografia
Cugina di secondo grado di Carla Bruni e Valeria Bruni Tedeschi, all'età di cinque anni si trasferisce in Francia con la famiglia, composta dal padre Vincenzo Martines, dalla madre Maria Elisa e da un fratello maggiore . Adolescente, si iscrive al Conservatorio nazionale superiore di musica e danza di Parigi, dove studia anche solfeggio, storia e teoria della danza e della musica e danza classica. Nella danza accumula una serie di esperienze notevoli, arrivando a lavorare con alcuni tra i più grandi nomi della storia della danza.
Dopo aver studiato con Ghislaine Thesmair, esordisce come ballerina all'Opera di Zurigo a 15 anni. A 18 anni si trasferisce negli Stati Uniti dove lavora con George Balanchine, direttore del prestigioso New York City Ballet, che la chiama a far parte del corpo di ballo. Con il New York City Ballet effettua anche un tour estivo in alcune delle maggiori città europee durante il quale si esibisce in noti lavori come Agon ed altri; lavora anche una compagnia teatrale di Chicago, il Chicago City Ballet.
Tornata in Europa, diviene prima ballerina e prende parte a rappresentazioni importanti tra cui Carmen e Fedra al Teatro dell'Opera di Roma, sotto la direzione di Maja Plissetskaya. Lavora poi a L'angelo azzurro al Teatro Verdi di Trieste, sotto la direzione del maestro Roland Petit. La Martines viene riconosciuta come una étoile: ne vengono apprezzate la tecnica, l'eleganza, la classe e la serenità d'esecuzione oltre alla bellezza fisica come sottolineerà, tra gli altri, anche Vittoria Ottolenghi. È anche protagonista di una Adriana Lecouvreur diretta da Mauro Bolognini sempre al teatro dell'Opera.
Dopo gli studi e le esperienze lavorative come ballerina classica, viene notata da Gianni Boncompagni che la invita, nel 1985, prima come étoile in televisione; è così ospite di Raffaella Carrà e poi la lancia, nell'autunno successivo, nel programma TV Pronto, chi gioca? condotto da Enrica Bonaccorti in cui, oltre a danzare sulle note della sigla iniziale, si esibisce sia in coreografie originali firmate Don Lurio sia in alcuni pezzi di danza classica affiancata da partner come Raffaele Paganini o Vladimir Derevianko. In seguito lavora a fianco di Pippo Baudo con il quale approda al sabato sera con Fantastico 7 nel 1986. Esegue tanti balletti ed alcuni duetti coreografici e musicali con Lorella Cuccarini.
Prima del varietà del sabato sera, tuttavia, il suo nome è in cartellone a Nervi dove, nel luglio 1986, si esibiscono grandi stelle della danza. Nel febbraio del 1987 è ospite in due puntate dello show di Canale 5 Sandra e Raimondo Show dove, tra le altre cose, esegue due coreografie di Gino Landi, e nel novembre dello stesso anno in due puntate di Fantastico 8 con Adriano Celentano dove si esibisce in coreografie di Roland Petit: Il pipistrello e Codrille. Nel luglio del 1987 presenta in diretta da piazza di Spagna accanto ad Alessandro Cecchi Paone Donna sotto le stelle, annuale appuntamento mondano con la moda italiana. In quegli anni è spesso ospite in vari programmi tv e la stampa parla molto di lei anche per la storia sentimentale con l'attore Urbano Barberini.
Nel 1988 prende parte come ospite fissa al varietà televisivo Europa Europa insieme a Fabrizio Frizzi ed Elisabetta Gardini, insieme all'étoile Denys Ganio e con le coreografie di Dennis Wayne. Balla anche in due puntate dello show di Rai 2 Cinema, che follia! impersonando Marlene Dietrich. Partecipa al premio Fiuggi esibendosi in una coreografia da Cats insieme a Denys Wayne. Nel 1989 è nuovamente protagonista in Fantastico 10 a fianco di Massimo Ranieri, Anna Oxa e Giancarlo Magalli. Subito dopo va in onda su Rai 1 la miniserie tv Passi d'amore con la regia di Sergio Sollima dove Martines è protagonista ed ha accanto, tra gli altri, Daniel Olbrychski; è il primo ruolo di Alessandra Martines come attrice; il film tv ottiene grande successo con ascolti che sfiorano i nove milioni di telespettatori.
Inizia anche a recitare per il cinema. Nel 1987 le viene offerto un ruolo dal regista Pál Sándor, che in quel periodo, cerca una ballerina per il suo film Miss Arizona; si trova al fianco di Marcello Mastroianni e Hanna Schygulla. Nel 1988 recita in Saremo felici di cui Alessandra è coprotagonista insieme ad Amanda Sandrelli e Jo Champa. Nel 1989 interpreta il ruolo della principessa Alina, in Sinbad of the Seven Seas di Enzo G. Castellari prodotto dalla Cannon Films e con Lou Ferrigno. In seguito è protagonista di un adattamento teatrale de L'appartamento di Billy Wilder, regia di Franca Valeri, ottenendo un buon successo.
Nel 1991 Lamberto Bava le propone il ruolo da protagonista nel film tv Fantaghirò; accanto ad Alessandra recita Kim Rossi Stuart. Il notevole successo del film di Bava fa divenire Alessandra Martines uno dei volti più noti della televisione italiana. Nel 1992 vince un Telegatto come migliore protagonista per la serie. La saga di Fantaghirò comprenderà altri quattro film, l'ultimo dei quali girato nel 1996. È anche protagonista di una puntata di Varietà spettacolo di Rai 1 in cui, in ogni puntata, Pippo Baudo celebra due personaggi di successo del mondo dello spettacolo. Nell'aprile 1993 va in onda Colpo di coda con Stefania Sandrelli e Giancarlo Giannini in cui Alessandra interpreta un giovane avvocato. A partire da questo momento, è sempre più attrice e sempre meno ballerina.
Nel periodo di massimo successo, Alessandra incontra il regista francese Claude Lelouch, che dapprima la scrittura per la pubblicità di un profumo, poi le offre il ruolo di Alessandra Barrucq in L'amante del tuo amante è la mia amante (1993). In occasione dell'uscita nelle sale del film, Martines sfila a Parigi per Dior. Nel film, Lelouch mette in mostra il talento dell'attrice ma soprattutto le sue doti fisiche; riviste come Vogue o Harper's Bazaar la chiamano per posare come modella.
Due anni dopo, Lelouch la richiama per il ruolo di Elise Ziman ne I miserabili, al fianco di Jean-Paul Belmondo. Per questa sua intensa interpretazione Alessandra vince l'Efebo d'argento nel 1996 ad Agrigento come miglior interprete femminile. Il film si aggiudica anche il Globo d'oro come miglior film straniero oltre ad alcuni riconoscimenti in Francia. Nello stesso anno, nonostante la differenza d'età (Lelouch è nato nel 1937), i due decidono di sposarsi e più tardi di avere una figlia, Stella, nata il 10 ottobre 1998. La coppia divorzia nel 2008. Martines diventa un'attrice del cinema francese. Dopo I miserabili continua ad apparire in tutti i film girati dal marito, come Per caso o per azzardo, per il quale Alessandra ha ottenuto un Silver Hugo come migliore attrice nel 1998 al Chicago International Film Festival. Nel 2002 And Now... Ladies & Gentlemen, girato accanto a Jeremy Irons chiude fuori concorso il Festival di Cannes. Sempre diretta da Lelouch, interpreta la prima parte di una trilogia dedicata al genere umano: Les Parisiens. In seguito uscirà un altro film, rimontaggio delle prime due parti della trilogia - Les Parisiens e Le bonheur c'est mieux que la vie -, con titolo Le Courage d'aimer. 
Il 2005 è l'anno del ritorno sulle scene italiane: dopo una partecipazione al film tv Don Bosco, è protagonista della mini-fiction di Rai 1 Edda, in cui interpreta il ruolo della figlia del Duce Edda Ciano Mussolini, e con Nancy Brilli e Gabriel Garko su Canale 5 in I colori della vita. Nel dicembre dello stesso interpreta Adele nella fiction di Canale 5 Caterina e le sue figlie con Virna Lisi e Sarah Felberbaum. Ottiene, nel 2007, un buon successo in Francia come coprotagonista di L'Heure zéro - tratto da un giallo di Agatha Christie - diretto da Pascal Thomas. Successivamente lavora con Jean Becker in Deux jours a tuer, ed è protagonista di Panique ! accanto a Richard Anconina.
Ha scritto un libro di favole, Contes pour Stella, i cui proventi sono andati all'Unicef, è stata testimonial in diverse campagne pubblicitarie (fra le tante, quelle per Renault e Autobianchi) e ha collaborato, nel 2008, al disco del tenore italiano Vittorio Grigolo The Romantic Hero, girando anche un videoclip per lo stesso. Nell'autunno 2010 ha interpretato la giovane madre di Bernadette Soubirous in Bernadette - Miracolo a Lourdes diretto da Jean Sagols. Nel 2011 prende parte a due edizioni di Danse avec les stars come membro della giuria; seguiranno due edizioni (2013-2014) di The Best su TF1.
Nel 2008, sul set de La reine et le cardinal, conosce l'attore francese Cyril Descours, con il quale inizia una relazione. Il 26 ottobre 2012 nasce il loro figlio Hugo; la coppia si separerà nel 2018. Dopo la nascita del figlio, Martines torna a lavorare in Italia con un ruolo in Furore, diretto da Alessio Inturri. Il 31 agosto 2014, durante l'edizione numero 71 del Festival del cinema di Venezia, viene insignita del premio Kinéo FilmFest per la sua carriera di attrice ed artista internazionale. Nel maggio 2015 è stata madrina dell'Ischia Global durante il Festival di Cannes, del quale, nel corso degli anni, è stata più volte ospite; successivamente è ritornata al cinema con L'araignée rouge di Franck Florino, in cui interpreta il personaggio di Sonia.

## Filmografia

### Cinema
- Sotto il vestito niente, regia di Carlo Vanzina (1985) - non accreditata
- Miss Arizona, regia di Pál Sándor (1987)
- Saremo felici, regia di Gianfrancesco Lazotti (1989)
- Sinbad of the Seven Seas, regia di Enzo G. Castellari (1989)
- L'amante del tuo amante è la mia amante (Tout ça... pour ça !), regia di Claude Lelouch (1993)
- I miserabili (Les Misérables), regia di Claude Lelouch (1995)
- Lumière et compagnie, registi vari (1995)
- Uomini & donne - Istruzioni per l'uso (Hommes, femmes, mode d'emploi), regia di Claude Lelouch (1996)
- Per caso o per azzardo (Hasards ou coïncidences), regia di Claude Lelouch (1998)
- Una per tutte (Une pour toutes), regia di Claude Lelouch (2000)
- Mercredi, folle journée!, regia di Pascal Thomas (2001)
- Che fame!!! (J'ai faim!!!), regia di Florence Quentin (2001)
- Amnèsia, regia di Gabriele Salvatores (2002)
- And Now... Ladies & Gentlemen, regia di Claude Lelouch (2002)
- Quelques jours entre nous (2003)
- Le Genre humain, première partie: Les Parisiens, regia di Claude Lelouch (2004)
- Le Courage d'aimer, regia di Claude Lelouch (2005)
- L'Heure zéro, regia di Pascal Thomas (2007)
- Deux jours à tuer, regia di Jean Becker (2008)
- Bernadette - Miracolo a Lourdes (Je m'appelle Bernadette), regia di Jean Sagols (2011)
- L'araignée rouge, regia di Franck Florino (2016)

### Televisione
- Passi d'amore, regia di Sergio Sollima (1989)
- Fantaghirò, regia di Lamberto Bava (1991-1996) - miniserie tv
- Processo di famiglia (1992) - film tv
- Colpo di coda (1993) - film tv
- Don Bosco (2004) - miniserie tv
- Edda (2005) - miniserie tv
- I colori della vita (2005) - film tv
- Caterina e le sue figlie - serie tv (2005-2010)
- Il sangue e la rosa (2008) - miniserie tv
- La regina e il cardinale (2009) - film tv
- Panique !, regia di Benoit D'Aubert (2009)
- Le Romancier Martin/Héloïse, regia di Jérôme Foulon (2010)
- L'onore e il rispetto, regia di Salvatore Samperi e Luigi Parisi (2009-2012)
- Rex - 1 episodio (2011)
- Furore - (2014)
- Il bello delle donne... alcuni anni dopo, regia di Eros Puglielli (2017)

## Teatro
- Opera di Zurigo, Opernhaus Zurich, balletto dell'opera di Zurigo.
- New York City Ballet diretto da George Balanchine.
- Chicago City Ballet
- Teatro dell'Opera di Roma prima ballerina, diretta da Maja Plissetskaya
- Carmen
- Fedra
- Adriana Lecouvreur, regia di Mauro Bolognini
- L'angelo azzurro - Teatro Verdi di Trieste, in prima nazionale è prima ballerina diretta dal maestro Roland Petit
- L'appartamento di Billy Wilder, commedia, regia di Franca Valeri, in diversi teatri italiani (1991/1992)
- Il ventaglio di Lady Windermere di Oscar Wilde, regia di Jean-Luc Revol, in diversi teatri francesi (2016)

## Televisione
- Pronto, Raffaella? (Rai 1, 1985)
- Pronto, chi gioca? (Rai 1, 1985)
- Fantastico (Rai 1, 1986-1987, 1987-1988, 1989-1990)
- SandraRaimondo Show (Canale 5, 1987)
- La notte delle divine (Rai 1, 1987)
- Campionati del mondo di atletica leggera 1987 (Rai 1, 1987)
- Donna sotto le stelle (Rai 1, 1987)
- Cinema che follia! (Rai 2, 1988)
- Europa Europa (Rai 1, 1988)
- Premio Fiuggi (Rai 1, 1988)
- Mantova, festa a corte (Rai 1, 1988)
- Premio Marisa Bellisario  (Rai 2, 1991)
- Varietà (Rai 1, 1991)
- Gli specchi di Trieste (Rai 1, 1991)
- Fiore di pietra (Rai 1, 1997)
- Comme au cinéma (1999)
- Vivement dimanche (2000)
- Les enfants de la télé (2001)
- Tutti frutti (2001)
- Studio Gabriel (2001)
- Les 13 vies du chat Lelouch (2002)
- Lo sport è di moda (Rai 1, 2004)
- Tout le monde en parle (2004)
- On a tout essayé (2004)
- 93 Faubourg Saint-Honoré (2005)
- Ballando con le stelle (Rai 1, 2006)
- Nastri d'argento (Rai 1, 2010)
- Danse avec les stars (TF1, 2011)
- Le grand journal de Canal+ (2011)
- The Best, le meilleur artiste (TF1, 2013)
- The Best, le meilleur artiste 2 (TF1, 2014)

## Libri
- Contes Pour Stella Edit. Gautier-Languereau, 2004.

## Discografia

### Singoli
- 1986 - L'amore è/Chi è di scena (CGD, CGD 10701, 7") - con Lorella Cuccarini

## Riconoscimenti
- Nel 1986 vince il premio AcquiDanza come etoile d'eccellenza nel campo della danza classica.
- Il 24 agosto 1986 le viene attribuito a Comacchio il premio Teenager per la danza come prima ballerina di Pronto, chi gioca?.
- 1987 – Oscar Tv Trasmissione dell'anno con Fantastico 7.
- 1987 – Telegatto Trasmissione ascolto più alto con Fantastico 7.
- Nel 1988 vince il Riflettore d'oro per la danza classica quale migliore ballerina (nell'ambito di Spoltore Ensemble).
- Nel 1992 vince un Telegatto come migliore attrice protagonista per la miniserie Fantaghirò.
- Nel 1996 vince l'Efebo d'argento come miglior attrice per il suo ruolo ne I miserabili.
- Nel 1998 il Silver Hugo come migliore attrice protagonista internazionale al Festival di Chicago per il film Per caso o per azzardo.
- Nel 2005 al Campidoglio il premio Personalità Europea '05.
- Il 23 ottobre 2005 il premio Grolla d'oro come miglior attrice protagonista grazie al film tv Edda.
- Nel 2006 il premio Afrodite a Roma.
- Il 24 maggio 2007 a Cannes il Premio Diamanti al Cinema per il talento, l'eleganza e l'immagine raffinata data dell'Italia.
- Nel luglio 2007 le viene attribuito il Female Fashion Award nell'ambito di Ischia Global.
- Nel dicembre 2007 le viene attribuito il Friend of Capri Award.
- Il 18 dicembre 2008 il titolo di Cavaliere dell'Ordine nazionale del Merito[1] per l'insieme della sua prestigiosa carriera.
- Il 2 luglio 2009 il Globo d'oro europeo a Roma come attrice dall'appeal internazionale.
- Il 31 agosto 2014 riceve il Premio Kinéo & Taormina FilmFest come artista internazionale alla 71ª Mostra internazionale d'arte cinematografica di Venezia.